# Agny
Agny és un municipi francès situat al departament del Pas de Calais i a la regió dels Alts de França. L'any 2007 tenia 1.888 habitants.

## Demografia

### Població
El 2007 la població de fet d'Agny era de 1.888 persones. Hi havia 711 famílies de les quals 151 eren unipersonals (65 homes vivint sols i 86 dones vivint soles), 196 parelles sense fills, 315 parelles amb fills i 49 famílies monoparentals amb fills.
La població ha evolucionat segons el següent gràfic:
Habitants censats

### Habitatges
El 2007 hi havia 754 habitatges, 726 eren l'habitatge principal de la família i 29 estaven desocupats. 721 eren cases i 34 eren apartaments. Dels 726 habitatges principals, 586 estaven ocupats pels seus propietaris, 132 estaven llogats i ocupats pels llogaters i 7 estaven cedits a títol gratuït; 9 tenien dues cambres, 69 en tenien tres, 190 en tenien quatre i 457 en tenien cinc o més. 637 habitatges disposaven pel capbaix d'una plaça de pàrquing. A 338 habitatges hi havia un automòbil i a 320 n'hi havia dos o més.

### Piràmide de població
La piràmide de població per edats i sexe el 2009 era:
| Homes | Edats   | Dones |
| ----- | ------- | ----- |
| 0     | 95 o +  | 0     |
| 0     | 90 a 94 | 4     |
| 12    | 85 a 89 | 12    |
| 0     | 80 a 84 | 0     |
| 28    | 75 a 79 | 60    |
| 24    | 70 a 74 | 24    |
| 28    | 65 a 69 | 32    |
| 32    | 60 a 64 | 32    |
| 28    | 55 a 59 | 12    |
| 76    | 50 a 54 | 76    |
| 92    | 45 a 49 | 96    |
| 84    | 40 a 44 | 76    |
| 96    | 35 a 39 | 76    |
| 76    | 30 a 34 | 80    |
| 64    | 25 a 29 | 68    |
| 80    | 20 a 24 | 48    |
| 112   | 15 a 19 | 108   |
| 80    | 10 a 14 | 72    |
| 60    | 5 a 9   | 60    |
| 68    | 0 a 4   | 40    |

## Economia
El 2007 la població en edat de treballar era de 1.331 persones, 944 eren actives i 387 eren inactives. De les 944 persones actives 867 estaven ocupades (463 homes i 404 dones) i 78 estaven aturades (37 homes i 41 dones). De les 387 persones inactives 117 estaven jubilades, 170 estaven estudiant i 100 estaven classificades com a «altres inactius».

### Ingressos
El 2009 a Agny hi havia 770 unitats fiscals que integraven 2.032 persones, la mediana anual d'ingressos fiscals per persona era de 19.132 €.

### Activitats econòmiques
Dels 40 establiments que hi havia el 2007, 1 era d'una empresa alimentària, 1 d'una empresa de fabricació de material elèctric, 3 d'empreses de construcció, 5 d'empreses de comerç i reparació d'automòbils, 3 d'empreses de transport, 2 d'empreses d'hostatgeria i restauració, 6 d'empreses financeres, 1 d'una empresa immobiliària, 3 d'empreses de serveis, 9 d'entitats de l'administració pública i 6 d'empreses classificades com a «altres activitats de serveis».
Dels 6 establiments de servei als particulars que hi havia el 2009, 1 era un guixaire pintor, 1 lampisteria i 4 perruqueries.
Dels 4 establiments comercials que hi havia el 2009, 1 era una botiga de més de 120 m², 1 una botiga de menys de 120 m², 1 una fleca i 1 una joieria.
L'any 2000 a Agny hi havia 12 explotacions agrícoles.

## Equipaments sanitaris i escolars
El 2009 hi havia 1 farmàcia i 1 ambulància.
El 2009 hi havia una escola elemental.

## Poblacions més properes
El següent diagrama mostra les poblacions més properes.